# 4170 Semmelweis
4170 Semmelweis este un asteroid din centura principală, descoperit pe 6 august 1980 de Zdeňka Vávrová.